# Zenko Suzuki
Suzuki Zenko (11. januar 1911 – 19. juli 2004) var en japansk politiker og japansk premierminister 1980-1982.
1. ↑  Navnet er anført på engelsk og stammer fra Wikidata hvor navnet endnu ikke findes på dansk.